# عزرا تشارلز
عزرا تشارلز (بالإنجليزية: Ezra Charles)‏ هو عازف بيانو أمريكي، ولد في 17 يونيو 1944.